# ケルビン・ストークスの定理
ケルビン・ストークスの定理（ケルビン・ストークスのていり、英: Kelvin–Stokes' theorem）

は、3次元ベクトル場の2次元曲面上での面積分に関する定理であり、本定理は、与えられたベクトル場の回転を面積分したものと、前記面積分の積分領域の境界での線積分とを関連付ける。
本定理は、一般化されたストークスの定理の特殊なケースの一つであり、3次元ベクトル場が、{\displaystyle \mathbb {R} ^{3}}上の一次微分形式と見なした場合に対応する（この場合外微分dがrotに対応する）。
本定理は、回転定理ともいわれる。

## 主定理
{\displaystyle \gamma :[a,b]\to {\mathbb {R} }^{2}} が 区分的になめらかな平面曲線であり、かつ単純閉曲線（ジョルダン曲線）とする。即ち、{\displaystyle \gamma } は以下の2つの性質をみたすものとする。
- {\displaystyle t}と {\displaystyle s} が{\displaystyle (a,b)}開区間の点であるとき、もし {\displaystyle \,\ \gamma (s)=\gamma (t)} が成り立てば、必ず{\displaystyle t=s}である。
- {\displaystyle \gamma (a)=\gamma (b)}である。

{\displaystyle \mathbb {D} }を{\displaystyle {\mathbb {R} }^{2}}の領域とし、{\displaystyle \mathbb {D} }は前記の{\displaystyle \gamma } で縁どられているものとする。
{\displaystyle \psi :\mathbb {D} \to {\mathbb {R} }^{3}}を微分可能な3変数ベクトル値関数とする.
{\displaystyle \mathbb {S} } を{\displaystyle \mathbb {D} }の{\displaystyle \psi }による像集合とする.
{\displaystyle \Gamma } を{\displaystyle \Gamma (t)=\psi (\gamma (t))}で定まる空間曲線とする。
このとき、次のケルビン・ストークスの定理が成り立つ。ここで、{\displaystyle \mathbb {R} ^{n}}(あるいは、HTML表記のRn)は、n次元実数ベクトル空間を意味する。
Theorem 1 ( Kelvin–Stoke’s theorem)
上記の{\displaystyle \gamma ,\mathbb {D} ,\psi ,\mathbb {S} }および{\displaystyle \Gamma }を考える。また、{\displaystyle {\textbf {F}}}を{\displaystyle \mathbb {R} ^{3}}の微分可能なベクトル場とする。このとき
{\displaystyle \oint _{\Gamma }\mathbf {F} \,d\Gamma =\iint _{\mathbb {S} }\nabla \times \mathbf {F} \,d\mathbb {S} }
が成り立つ。ここで上式の左辺は「{\displaystyle \mathbf {F} }の{\displaystyle \Gamma }に沿った線積分」を意味し、右辺は{\displaystyle \nabla \times \mathbf {F} }を{\displaystyle \mathbb {S} }で面積分したものを意味する。また、 {\displaystyle \nabla \times \mathbf {F} }は{\displaystyle \mathbf {F} }の回転を表すものとする。

## 主定理の証明

### 証明の概略
主定理の証明は、以下のステップで行われる。以下に紹介する証明は、厳密な証明であり、かつ直接的には微分形式の予備知識を必要としない証明である。本証明では、グリーンの定理（本定理の平面曲線版）は既知とし、空間曲線における数理現象を平面曲線の問題に帰着する過程に重きを置く。

(1){\displaystyle \mathbf {P} (u,v)}の定義：

{\displaystyle \mathbf {P} (u,v)=({P}_{1}(u,v),{P}_{2}(u,v))}を、{\displaystyle \mathbf {P} } が” {\displaystyle {\textbf {F}}}の
引き戻しとなるように定める。
{\displaystyle \mathbf {P} (u,v)}は {\displaystyle \mathbb {R} ^{2}}に値をとる関数で、2つのパラメータ u , v を持つ。

(2)以下の等式の証明：

{\displaystyle {\oint }_{\Gamma }\mathbf {F} d\Gamma ={\oint }_{\gamma }(\mathbf {F} \circ \psi )d\gamma }

(3)以下の等式の証明：

{\displaystyle \iint _{\mathbb {S} }\nabla \times \mathbf {F} \ d\mathbb {S} =\iint _{D}\left({\frac {\partial {P}_{2}}{\partial u}}-{\frac {\partial {P}_{1}}{\partial v}}\right)dudv}

(4)グリーンの定理への帰着：

最後に、本定理をグリーンの定理に帰着する。

### 証明の第一段階
{\displaystyle {\textbf {P}}} を、以下のように定義する。但し、{\displaystyle {P}_{1}(u,v),{P}_{2}(u,v)} は、それぞれ、{\displaystyle {\textbf {P}}}の第一成分、第二成分である。
{\displaystyle {\begin{aligned}&{P}_{1}(u,v)=\left\langle \mathbf {F} (\psi (u,v))|\left({\frac {\partial \psi }{\partial u}}\right)\right\rangle \\&{P}_{2}(u,v)=\left\langle \mathbf {F} (\psi (u,v))|\left({\frac {\partial \psi }{\partial v}}\right)\right\rangle \end{aligned}}}
ここで、{\displaystyle \left\langle |\right\rangle } は{\displaystyle \mathbb {R} ^{3}}の標準的な内積を意味する。

### 証明の第二段階
本節では以下の等式を示す。
{\displaystyle {\oint }_{\Gamma }\mathbf {F} d\Gamma ={\oint }_{\gamma }(\mathbf {F} \circ \psi )d\gamma }
上記の等式の証明は、主定理の左辺をグリーンの定理に帰着する過程に他ならない。
線積分の定義より、以下が成り立つ。
{\displaystyle {\oint }_{\Gamma }\mathbf {F} d\Gamma ={\int }_{a}^{b}\left\langle (\mathbf {F} \circ c(t))\ |\ {\frac {d\Gamma }{dt}}(t)\right\rangle dt}
ここで、上式左辺の被積分関数は{\displaystyle \mathbb {R} }に値をとる t についての一変数関数であることに注意されたい。
合成関数の微分を考えると、
{\displaystyle {\frac {d\Gamma }{dt}}(t)={\frac {d(\psi \circ \gamma )}{dt}}(t)={(J\psi )}_{\gamma (t)}\cdot {\frac {d\gamma }{dt}}(t)}
が成り立つ。ここで、 {\displaystyle J\psi } は{\displaystyle \psi }のヤコビ行列を意味する。
従って、以下が成り立つ。
{\displaystyle {\begin{aligned}\left\langle (\mathbf {F} \circ \Gamma (t))\ |\ {\frac {d\Gamma }{dt}}(t)\right\rangle &=\left\langle (\mathbf {F} \circ \Gamma (t))\ |\ {(J\psi )}_{\gamma (t)}{\frac {d\gamma }{dt}}(t)\right\rangle \\&=\left\langle (\mathbf {F} \circ \Gamma (t))\ |{(J\psi )}_{\gamma (t)}|\ {\frac {d\gamma }{dt}}(t)\right\rangle \\&=\left\langle \left(\left\langle (\mathbf {F} (\psi (\gamma (t))))\ |\ {\frac {\partial \psi }{\partial u}}(\gamma (t))\right\rangle ,\left\langle (\mathbf {F} (\psi (\gamma (t))))\ |\ {\frac {\partial \psi }{\partial v}}(\gamma (t))\right\rangle \right)|{\frac {d\gamma }{dt}}(t)\right\rangle \\&=\left\langle ({P}_{1}(u,v),{P}_{2}(u,v))\ |\ {\frac {d\gamma }{dt}}(t)\right\rangle \end{aligned}}}
従って、以下の等式を得る。
{\displaystyle {\oint }_{\Gamma }\mathbf {F} d\Gamma ={\oint }_{\gamma }(\mathbf {F} \circ \psi )d\gamma }

### 証明の第三段階
本節では、以下の等式を示す。
{\displaystyle \iint _{\mathbb {S} }\nabla \times \mathbf {F} d\mathbb {S} =\iint _{D}\left({\frac {\partial {P}_{2}}{\partial u}}-{\frac {\partial {P}_{1}}{\partial v}}\right)dudv}
上式は、主定理の右辺を、グリーンの定理に帰着する過程に他ならない。
まず、{\displaystyle {\frac {\partial {P}_{1}}{\partial v}}}, {\displaystyle {\frac {\partial {P}_{2}}{\partial u}}}を内積の微分を考慮して計算する。計算過程は以下に示すとおりである。
{\displaystyle {\begin{aligned}&{\frac {\partial {P}_{1}}{\partial v}}=\left\langle {\frac {\partial (\mathbf {F} \circ \psi )}{\partial v}}\ |\ {\frac {\partial \psi }{\partial u}}\right\rangle +\left\langle \mathbf {F} \circ \psi \ |\ {\frac {{\partial }^{2}\psi }{\partial v\partial u}}\right\rangle \\&{\frac {\partial {P}_{2}}{\partial u}}=\left\langle {\frac {\partial (\mathbf {F} \circ \psi )}{\partial u}}\ |\ {\frac {\partial \psi }{\partial v}}\right\rangle +\left\langle \mathbf {F} \circ \psi \ |\ {\frac {{\partial }^{2}\psi }{\partial u\partial v}}\right\rangle \end{aligned}}}
従って、
{\displaystyle {\frac {\partial {P}_{1}}{\partial v}}-{\frac {\partial {P}_{2}}{\partial u}}=\left\langle {\frac {\partial (\mathbf {F} \circ \psi )}{\partial v}}\ |\ {\frac {\partial \psi }{\partial u}}\right\rangle -\left\langle {\frac {\partial (\mathbf {F} \circ \psi )}{\partial u}}\ |\ {\frac {\partial \psi }{\partial v}}\right\rangle }
が分かる。さらに、合成関数の微分を考慮すると、以下の2つの式が得られる。
{\displaystyle {\begin{aligned}&{\frac {\partial (\mathbf {F} \circ \psi )}{\partial u}}={(J\mathbf {F} )}_{\psi (u,v)}\cdot {\frac {\partial \psi }{\partial u}}\\&{\frac {\partial (\mathbf {F} \circ \psi )}{\partial v}}={(J\mathbf {F} )}_{\psi (u,v)}\cdot {\frac {\partial \psi }{\partial v}}\end{aligned}}}
さらに、内積の多重線形性を考慮すると、
{\displaystyle {\begin{aligned}{\frac {\partial {P}_{1}}{\partial v}}-{\frac {\partial {P}_{2}}{\partial u}}&=\left\langle {(J\mathbf {F} )}_{\psi (u,v)}\cdot {\frac {\partial \psi }{\partial v}}\ |\ {\frac {\partial \psi }{\partial u}}\right\rangle -\left\langle {(J\mathbf {F} )}_{\psi (u,v)}\cdot {\frac {\partial \psi }{\partial u}}\ |\ {\frac {\partial \psi }{\partial v}}\right\rangle \\&=\left\langle {\frac {\partial \psi }{\partial u}}\ |{(J\mathbf {F} )}_{\psi (u,v)}|{\frac {\partial \psi }{\partial v}}\right\rangle -\left\langle {\frac {\partial \psi }{\partial u}}\ |{}^{t}{(J\mathbf {F} )}_{\psi (u,v)}|{\frac {\partial \psi }{\partial v}}\right\rangle \\&=\left\langle {\frac {\partial \psi }{\partial u}}\ |{(J\mathbf {F} )}_{\psi (u,v)}-{}^{t}{(J\mathbf {F} )}_{\psi (u,v)}|{\frac {\partial \psi }{\partial v}}\right\rangle \\&=\left\langle {\frac {\partial \psi }{\partial u}}\ |({(J\mathbf {F} )}_{\psi (u,v)}-{}^{t}{(J\mathbf {F} )}_{\psi (u,v)})\cdot {\frac {\partial \psi }{\partial v}}\right\rangle \end{aligned}}}
ここで、{\displaystyle {}^{t}{(J\mathbf {F} )}_{\psi (u,v)}} は{\displaystyle {(J\mathbf {F} )}_{\psi (u,v)}}の転置行列を意味し、
{\displaystyle \langle \ |A|\ \rangle }は{\displaystyle n\times m}行列 A が定める二次形式、即ち
{\displaystyle \left\langle \mathbf {x} |A|\mathbf {y} \right\rangle ={}^{t}\mathbf {x} A\mathbf {y} ,\quad \mathbf {x} \in {\mathbb {R} }^{m}\ ,\mathbf {y} \in {\mathbb {R} }^{n}}
を意味する。
さらに、以下の事実を考慮し、

{\displaystyle ({(J\mathbf {F} )}_{\psi (u,v)}-{}^{t}{(J\mathbf {F} )}_{\psi (u,v)})\mathbf {x} =(\nabla \times \mathbf {F} )\times \mathbf {x} ,\quad {\text{for all}}\,\mathbf {x} \in \mathbb {R} ^{3}}
さらに、スカラー三重積を考慮すると、以下の等式を得る。
{\displaystyle {\begin{aligned}{\frac {\partial {P}_{1}}{\partial v}}-{\frac {\partial {P}_{2}}{\partial u}}&=\left\langle {\frac {\partial \psi }{\partial u}}\ |(\nabla \times \mathbf {F} )\times {\frac {\partial \psi }{\partial v}}\right\rangle \\&=\det {\begin{bmatrix}(\nabla \times \mathbf {F} )(\psi (u,v))&{\frac {\partial \psi }{\partial u}}(u,v)&{\frac {\partial \psi }{\partial v}}(u,v)\\\end{bmatrix}}\end{aligned}}}
一方で、面積分の定義から
{\displaystyle \iint _{\mathbb {S} }(\nabla \times \mathbf {F} )d\mathbb {S} =\iint _{D}\left\langle ((\nabla \times \mathbf {F} )(\psi (u,v))\ |\ {\frac {\partial \psi }{\partial u}}(u,v)\times {\frac {\partial \psi }{\partial v}}(u,v)\right\rangle dudv}
が成り立つ。さらにスカラー三重積を考慮すると、以下を得る．
{\displaystyle \left\langle ((\nabla \times \mathbf {F} )(\psi (u,v)))\ |\ {\frac {\partial \psi }{\partial u}}(u,v)\times {\frac {\partial \psi }{\partial v}}(u,v)\right\rangle =\det {\begin{bmatrix}(\nabla \times \mathbf {F} )(\psi (u,v)))&{\frac {\partial \psi }{\partial u}}(u,v)&{\frac {\partial \psi }{\partial v}}(u,v)\\\end{bmatrix}}}
従って、以下の等式が成り立つ。
{\displaystyle \iint _{\mathbb {S} }(\nabla \times \mathbf {F} )d\mathbb {S} =\iint _{D}\left({\frac {\partial {P}_{2}}{\partial u}}-{\frac {\partial {P}_{1}}{\partial v}}\right)dudv}

### 証明の第四段階
主定理の証明の最終段階である。
Second stepの結果と、Third stepの結果をグリーンの定理に代入すると、主定理が得られる。

## 保存力場への適用
本節では 層状ベクトル場 （保存力場)に本定理を適用し、スカラーポテンシャルの一意性を基礎づける定理を導く。
一変数の規格化写像{\displaystyle {\theta }_{[a,b]}}、以下のように定義する。これは、狭義単調増加関数である。
{\displaystyle {\theta }_{[a,b]}:[0,1]\to [a,b]}
{\displaystyle {\theta }_{[a,b]}=s(b-a)+a}
区分的になめらかな曲線
c:[a,b]→R3, 
と、区分的に滑らかなベクトル場Fを考える。 
Fの定義域は、 {\displaystyle c[[a,b]]} (cの値域)を包含するものとする。
このとき、以下の等式が成り立つ。
{\displaystyle \int _{c}\mathbf {F} \ dc\ =\int _{c\circ {\theta }_{[a,b]}}\ \mathbf {F} \ d(c\circ {\theta }_{[a,b]})}
従って、定義域が[0,1]のcのみを考えても、一般性を失わないことが判る。
以降、そのように考える。

### 層状ベクトル場（保存力場）
Definition 2-1 (層状ベクトル場). 
滑らかなベクトル場Fが 開集合 U ⊆ R3上で定義されているものとする。
F'が、さらに以下の性質を満たすとき、これを層状ベクトル場という。
∇ × F = 0.
層状ベクトル場は、力学では「保存力場」と呼ばれ。流体力学では、
「渦なしベクトル場」と呼ばれる。すなわち、上記の3用語はまったく同じ意味である。

### ヘルムホルツの定理(流体力学)
本節では、ケルビンストークスの定理を、層状ベクトル場に適応することで、一つの定理を導き出す。この定理は、流体力学でヘルムホルツの定理この定理は、層状ベクトル場をよく特徴づけるが、ホモトピー論においても重要なものである。
Theorem 2-1 (Helmholtz's Theorem in Fluid Dynamics). 及び、 藤本を参照のこと

U ⊆ R3 を開集合とし、 Fは、層状ベクトル場とする。 
さらに、区分的滑らかな曲線c0, c1 : [0, 1] → U
を考える。このとき2変数関数 H : [0, 1] × [0, 1] → U が、
- [TLH0] H 区分的になめらか
- [TLH1] H(t, 0) = c0(t) for all t ∈ [0, 1],
- [TLH2] H(t, 1) = c1(t) for all t ∈ [0, 1],
- [TLH3] H(0, s) = H(1, s)  for all s ∈ [0, 1].

であるとき、以下が成り立つ。
{\displaystyle \int _{c_{0}}\mathbf {F} d{c}_{0}=\int _{c_{1}}\mathbf {F} dc_{1}}
大変紛らわしいことに、例えばLawrence では、Theorem 2-1の
c0 と c1のような関係にあるような2曲線の関係は単に「ホモトピック」と呼ばれている。また、Theorem 2-1のような H : [0, 1] × [0, 1] → U を、
c0 と c1”の間のホモトピーと称している。
保存力場を議論する文脈では、そのような本が多い。
しかしながら、「ホモトピック」、「ホモトピー」という用語は、通常は、別の意味（より弱い条件のものを指す）
で使われる。
従って、ホモトピー、ホモトピックという言葉が、Theorem 2-1の意味（[TLH3]を要請する）なのか、通常の意味なのかを区別する適切な言い方が、見当たらない。そこで、当座において区別を必要とする場合には、本記事に限った言い方として、Tube-like-Homotopy Tube-Homotopeという言い方を、Theorem 2-1の意味であることを強調するために用いることにする。

### 証明

The definitions of γ_{1}, ..., γ_{4}

以降、 ⊕ は、jointを意味し、記号{\displaystyle \ominus } は、backwards を意味するものとする。

D := [0, 1] × [0, 1]　とする。Dへの平面曲線（バウンダリ）を、以下のように定義する。
{\displaystyle {\begin{aligned}{\begin{cases}\gamma _{1}:[0,1]\to D\\\gamma _{1}(t):=(t,0)\end{cases}},\qquad &{\begin{cases}\gamma _{2}:[0,1]\to D\\\gamma _{2}(s):=(1,s)\end{cases}}\\{\begin{cases}\gamma _{3}:[0,1]\to D\\\gamma _{3}(t):=(-t+0+1,1)\end{cases}},\qquad &{\begin{cases}\gamma _{4}:[0,1]\to D\\\gamma _{4}(s):=(0,1-s)\end{cases}}\end{aligned}}}
{\displaystyle \gamma (t):=(\gamma _{1}\oplus \gamma _{2}\oplus \gamma _{3}\oplus \gamma _{4})(t)}
一方、仮定より, c1 と c2の間には、区分的に滑らかな、Tube-like-HomotopyH : D → Mが存在するので、
{\displaystyle \Gamma _{i}(t):=H(\gamma _{i}(t)),\qquad i=1,2,3,4}
{\displaystyle \Gamma (t):=H(\gamma (t))=(\Gamma _{1}\oplus \Gamma _{2}\oplus \Gamma _{3}\oplus \Gamma _{4})(t)}
と定義する。
S を D の Hによる像集合とすると、Theorem 1より、明らかに以下が成り立つ。
{\displaystyle \oint _{\Gamma }\mathbf {F} \,d\Gamma =\iint _{S}\nabla \times \mathbf {F} \,dS}
他方、F が層状ベクトル場との仮定から、
{\displaystyle \oint _{\Gamma }\mathbf {F} \,d\Gamma =0}
も明白である。
従って、
{\displaystyle \oint _{\Gamma }\mathbf {F} \,d\Gamma =\sum _{i=1}^{4}\oint _{\Gamma _{i}}\mathbf {F} d\Gamma } 
であるのだが、さらにHが Tubeler-Homotopy ([TLH3]をみたす)ので、
{\displaystyle \Gamma _{2}(s)={\Gamma }_{4}(1-s)=\ominus {\Gamma }_{4}(s)}
である。従って、
{\displaystyle \Gamma _{2}(s)}と{\displaystyle \Gamma _{4}(s)}が互いに相殺しあう
ことになる。
以上から、以下が判る。
{\displaystyle \oint _{{\Gamma }_{1}}\mathbf {F} d\Gamma +\oint _{\Gamma _{3}}\mathbf {F} d\Gamma =0}
これに、以下の事実を考え合わせることで、本定理の証明ができた。
{\displaystyle c_{1}(t)=H(t,0)=H({\gamma }_{1}(t))={\Gamma }_{1}(t)}
{\displaystyle c_{2}(t)=H(t,1)=H(\ominus {\gamma }_{3}(t))=\ominus {\Gamma }_{3}(t)}

### 単連結空間上の保存力場の性質
上記の意味のヘルムホルツの定理は、以下の問題に指針を与える。
何故、（単連結空間では）保存力場に逆らった物体の移動に伴う仕事は、経路に依存しないのか？
手始めに、以下の Lemma 2-2を考える。
Lemma 2-2.
U ⊆ R3を開集合とし,
Fを、U上で定義された層状ベクトル場、
c0 : [0, 1] → Uを区分的に滑らかなループ曲線
p ∈ Uを固定点とする。 このとき、以下を充たすようなホモトピー(tube-like-homotopy) 
H : [0, 1] × [0, 1] → U が存在したとすると、
- [SC0] H は区分的滑らか,
- [SC1] H(t, 0) = c0(t) for all t ∈ [0, 1],
- [SC2] H(t, 1) = p for all t ∈ [0, 1],
- [SC3] H(0, s) = H(1, s) = p for all s ∈ [0, 1].

以下が成り立つ。
{\displaystyle \int _{c_{0}}\mathbf {F} dc_{0}=0}
Lemma 2-2は、Theorem 2-1の特殊な場合にすぎない。
Lemma 2-2の[SC0] to [SC3] は、非常に重要である。
任意のループと、任意の固定点との間に、区分的に滑らかなループ曲線
が取れる(即ち、[SC0] to [SC3]をみたすHがとれる) 
ような連結空間のことを、単連結空間という。正確な定義は以下の通り。
Definition 2-2 (単連結空間).

M ⊆ Rnを、連結空間 とする。
M が単連結であるとは、
任意の連続なループc : [0, 1] → Mに対し、以下を充たすような
H : [0, 1] × [0, 1] → M が取れる。
- [SC0'] H は”連続”写像である。
- [SC1] H(t, 0) = c(t) for all t ∈ [0, 1],
- [SC2] H(t, 1) = p for all t ∈ [0, 1],
- [SC3] H(0, s) = H(1, s) = p  for all s ∈ [0, 1].

なお、本によっては、単連結性の定義に、さらに、「[SC4]固定点pが、ループ上にある」という条件をさらに課している場合もあるがこの条件は、（基本群を使った考察をするうえで便利だが）あってもなくてもよい。すなわち、以下の命題が同値であることは容易に想到できよう。
- Uが[SC1]-[SC3]のすべてを充たす。
- Uが[SC1]-[SC4] のすべてを充たす。

さて、賢明な者は、[SC0]と[SC0’]の違いについて気付き、以下の2命題の間に、非常に大きなギャップがあることに気付くであろう。
- 任意の連続なループと、任意の1点の間に連続なホモトピー(tube-like-homotopy)が存在する。
- 任意の区分的滑らかなループと、任意の1点の間に区分的滑らかなホモトピー(tube-like-homotopy)が存在する。

しかし上記の2命題の間のギャップはとてつもなく大きく、これを埋めるには微分トポロジーに関する高度な知識が必要となる。しかし、事実として、ある程度素性の良い空間においては、この2つの命題は等価である。このギャップが気になるものは、例えば以下のリソースを参照するとよい。
- Whitney Approximation Theorem ([5] page 136あるいは、[9]) (及び、その適用法[5] page 421).
- より一般的な問題としては、ポントリャーギン[10] (see Theorems 7 and 8)を参照のこと。

Lemma 2-2と、上記の事実から、以下の定理が導出される。
Theorem 2-2. 
開集合U ⊆ R3は、単連結とする。定義域をUとする
層状ベクトル場Fと、区分的に滑らかな曲線
c : [0, 1] → U に対し、以下が成り立つ。
{\displaystyle \int _{c_{0}}\mathbf {F} dc_{0}=0}
この定理より、
単連結空間では保存力場に逆らった物体の移動に伴う仕事は、経路に依存しないことが保障される。